# Резерват Боро
Резерват Боро (енгл. Boro Game Reserve) је заштићено природно подручје у Јужном Судану у вилајету Западни Бахр ел Газал, западно од града Авејла. Захвата повшину од око 1.500 км². Обухвата саванска травна подручја са значајним стаништем слонова.